# 戦車闘争 (政治闘争)
戦車闘争（せんしゃとうそう）は、ベトナム戦争終盤の1972年、主に神奈川県相模原市にある在日米陸軍相模総合補給廠の西門前と、横浜市道の村雨橋（神奈川区）付近の2拠点で起きた市民による政治闘争。米軍がベトナム戦争で破損した戦車を相模総合補給廠で修理した後に再び戦地で使用すべく横浜ノース・ドックへと輸送していたため、当時、戦車積載のトレーラーが両拠点を往復していたが、日本国内の反戦運動の世論を受けて、この輸送を約100日の間、中止させるに至った。「戦車輸送阻止闘争」「戦車搬出阻止闘争」「村雨橋事件」「村雨橋闘争」「相模原闘争」などとも言われる。

## 概要
1972年8月5日に相模総合補給廠からM48戦車を積載して出発したトレーラー5台が横浜ノースドック手前の村雨橋にて、ベトナム戦争に反対する市民の座り込みによる「戦車阻止行動」に遭い、通行止めになったことに端を発する。8月7日夜にはトレーラーが補給廠に引き返した。補給廠正門（西門）前にはテントが立ち並び、監視活動、座り込み、泊まり込みなどの抗議行動が行われ、テレビ、新聞、雑誌などで大きく取り扱われ、また横浜線相模原駅から近い地の利も影響し、多い時では数千人に及ぶ活動家や一般市民が集まった。それに伴い、連日機動隊も配備され、デモ、投石などによる抗議行動が行われた。
闘争は約100日続いたが、止められた戦車は、米軍および南ベトナム軍のM48、M113装甲兵員輸送車などであった。戦車が止まった背景には、飛鳥田一雄横浜市長（当時）や河津勝相模原市長（当時）などの動きがあり、法的根拠としては、橋（村雨橋）において一定重量・幅以上の車両の通行を禁じる車両制限令があった。「村雨橋の場合は、20トン以上の車両が無許可で通行することが禁じられている。(…)M113は9.75トン、トレーラーの自重は11.3トンであり、明らかに車両制限令に違反する」と、日本社会党の丹治栄三相模原市議（当時）が機動隊に抗議したとされる（重戦車であるM48の通行が不可であることはもちろん、軽戦車であるM113も、重量オーバーだけでなく、幅の制限も超えていたことが後に判明する）。
実際は、戦車輸送への抗議活動は8月以前から行われており、遡る5月25日にも、M48戦車5台が実力行使により一定時間止められていた。「ピケ隊は、トレーラーの前に立ちふさがり、運転席にかじりついて、運転手を説得し、荷台によじのぼって戦車に手をふれた」とあるように、この際は輸送阻止者の実力行使だった。
テント村では、日本社会党や日本共産党などの政党のほか、中核派や革マル派などの過激派、地区労にベ平連といった学生運動家や市民運動家がテントや横断幕を張り、そこを拠点に抗議活動を行った。輸送阻止のために集結した人々の心情・信条は、必ずしも一様ではなく、反戦意識によりベトナムに日本から戦車を送りたくないという者や、輸送騒音、戦車テスト走行による粉塵問題などの被害改善を望む地元住民、在日米軍基地がベトナム戦争に関与することは「極東における国際の平和及び安全の維持」を謳う日米安全保障条約の規定範囲を超えていることを問題視する者など、さまざまであった。
また、6月には、修理・輸送された車両の中に米軍所属を示す星型のマークをペイントしていない南ベトナムの兵員輸送車が多く含まれていることが報道され、そのことも安保条約違反ではないかと議論された。
闘争に参加した著名人は多い。例えば、頭脳警察のPANTAが関東学院大学時代に闘争に関わったことを表明している。
在日米軍基地が利用された（日本は土地を提供）という意味でも、補給廠内では3500人の日本人従業員が戦車修理に携わっていたという意味でも、日本国は実質的にベトナム戦争を支援（加担）していたことになり、これを車両制限令という道路法で定めた政令の適用により阻止した闘争だったが、9月12日「ベトナム向けの搬出はしない。補給廠の戦車修理部門を縮小させる」との方針を日本政府が示したことで、相模原市、横浜市も戦車トレーラーの通行を許可することとなった。伴い、18日夜から翌早朝にかけて数千人の抗議行動と、機動隊や放水車によるそれの排除、および、立ち並ぶテントの撤去を経てM113装甲兵員輸送車が搬出された。さらに10月17日「車両制限令は米軍と自衛隊の車両には不適用」という政令改定の閣議決定を受け、安保条約違反問題等々は議論を深めることのないまま、村雨橋の簡易的な補強工事を経て、11月8日夜よりM48戦車を含む戦闘車両の輸送が完全に再開されたことで、闘争は収束していった。
本闘争は、今日でも日米地位協定、日米安保条約や普天間基地移設問題、対米従属論を解説した書籍・議論の中で度々話題にされる。日本国憲法第9条に絡めて触れられることも多い。
また本闘争の様子は、多数残されている当時のニュース映像で確認することができ、当時、『ドキュメント相模原72「戦車を止める闘い」』という記録映画も製作されている。2018年につくられたドキュメンタリー映画『「ザ・思いやり」パート２』では、作品の一部だが、当時の生き証人をまじえた証言を見ることもできる。さらに、2020～2021年にかけ、当時の証言者のインタビュー54人を中心としたドキュメンタリー映画『戦車闘争』が公開される。

## 派生作品
- ドキュメンタリー映画『ドキュメント相模原72「戦車を止める闘い」』[10]
- 絵本『戦車は止まった 市民の力-1972年相模原の100日』にしおけんじ・文　やまだひろみ・絵,アゴラさがみはら出版,2002年8月[11]
- フォークソング『戦車は動けない』横井久美子（歌唱） 門倉訣（作詞） 青山義久（作曲）
- ドキュメンタリー映画『ザ・思いやり　パート２～希望と行動編～』リラン・バクレー監督 2018年[12]（思いやり予算に関する作品。横井久美子などが出演。）
- ドキュメンタリー映画『戦車闘争 (映画)』監督 辻豊史　プロデューサー 小池和洋　ナレーション 泉谷しげる（当事者、研究者、運動家、排除した機動隊、戦車を運んだ運輸業者、周囲の住民など54人にインタビュー）[13][14]
- 舞台「アカシアの雨が降る時」(作・演出:鴻上尚史) (作中に本事件に関する描写がある)